# Dicranophorus corystis
Dicranophorus corystis är en hjuldjursart som beskrevs av Harry K. Harring och Myers 1928. Dicranophorus corystis ingår i släktet Dicranophorus och familjen Dicranophoridae. Inga underarter finns listade i Catalogue of Life.